# Ptusza (Tarnówka)
Ptusza (deutsch Betkenhammer, früher auch Bethkenhammer) ist ein Dorf in der Landgemeinde (Gmina) Tarnówka (Tarnowke) im Powiat Złotowski (Flatower Kreis) der polnischen Woiwodschaft Westpommern.

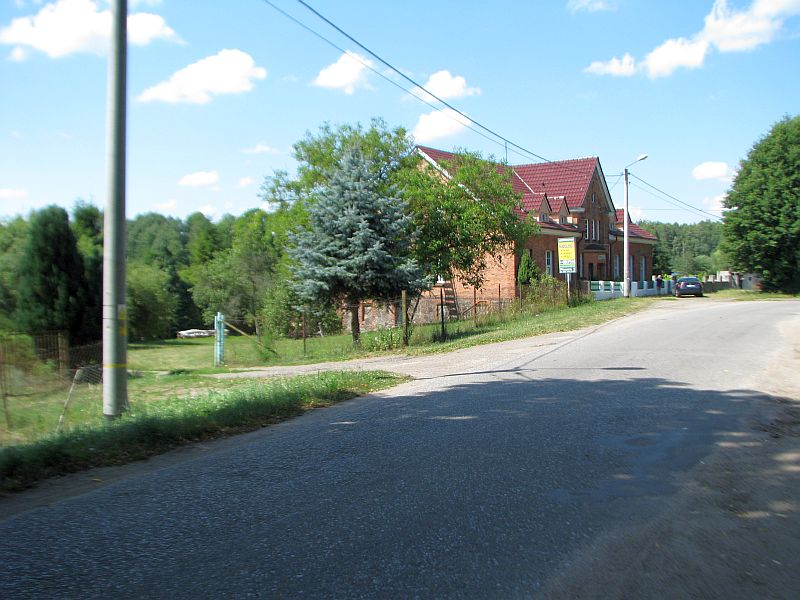
Dorfstraße (Aufnahme 2014)

## Geographische Lage
Das Dorf liegt im Netzedistrikt des ehemaligen Westpreußen, an der Einmündung des Mühlenbachs in die Küddow (poln. Gwda), etwa zwanzig Kilometer nordöstlich von Wałcz (Deutsch Krone) und 15 Kilometer westlich von Złotów (Flatow).

## Geschichte
Betkenhammer war früher Standort einer Hammermühle gewesen, die vom Mühlenbach angetrieben wurde. Nachdem diese Wassermühle in Verfall geraten war, wurde sie 1580 von dem Mühlengüter-Besitzer Martin Kadow übernommen, der sie wieder funktionstüchtig machte und in eine Mahl- und Schneidemühle umwandelte. Die Ortsbezeichnung Betkenhammer kommt schon 1647 vor. 1677 gab der Starost Grzymultowski ein Privileg darauf. 1712 war Peter Betke Konsensbesitzer des Orts, 1724 erhielt er ein königliches Privileg darauf. Der erste Besitzer des Dorfs, der ebenfalls Peter Betke hieß, war Stadtrichter in Jastrow.
In den Jahren 1782–1788 gehörte die Ortschaft zum Amt Lebehnke. Das sehr alte Dorf Lebehnke war einst Hauptort der Starosterei Uść. Uść war schon 1336
der Familie Güntersberg, die hier umfangreichen Grundbesitz hatte und im 18. Jahrhundert ausgestorben ist, von den Polen entrissen worden.
Am 10. Juni 1896 wurde der auf der Bahnstrecke Schneidemühl – Neustettin zwischen Plietnitz und Jastrow neu eingerichtete Personen-Haltepunkt 
Betkenhammer eröffnet.
Um 1930 hatte Betkenhammer drei Wohnplätze:
- Betkenhammer
- Forsthaus Theerofen
- Waldarbeitergehöft Theerofen

Im Jahr 1945 gehörte Betkenhammer zum Landkreis Deutsch Krone im Regierungsbezirk Grenzmark Posen-Westpreußen der preußischen Provinz Pommern des Deutschen Reichs. Betkenhammer war dem Amtsbezirk Pietnitz zugeordnet.
Im Februar 1945 wurde Betkenhammer von der Roten Armee besetzt. Nach Beendigung der Kampfhandlungen wurde die Region seitens der sowjetischen Besatzungsmacht zusammen mit ganz Hinterpommern und der südlichen Hälfte Ostpreußens – militärische Sperrgebiete ausgenommen – der Volksrepublik Polen zur Verwaltung überlassen. Es wanderten nun Polen zu. Betkenhammer wurde unter der polnischen Ortsbezeichnung „Ptusza“ verwaltet. Die einheimische Bevölkerung wurde von der polnischen Administration aus Betkenhammer vertrieben.

### Demographie
| Jahr | Einwohner | Anmerkungen |
| ---- | --------- | --- |
| 1783 | –         | Bötkenhammer oder Jastrower Hammer, königliches Freigut nebst einer Wasser-Mahl- und Schneidemühle, im Netzedistrikt, Kreis Krone, vier Feuerstellen (Haushaltungen) |
| 1818 | 50        | königliches Etablissement |
| 1910 | 251       | am 1. Dezember, davon 243 Evangelische und acht Katholiken, ein Einwohner mit polnischer Muttersprache                                                               |
| 1925 | 284       | darunter 274 Evangelische und zehn Katholiken |
| 1933 | 308       | [ 10 ] |
| 1939 | 285       | [ 10 ] |